# 洛斯特克斯地鐵
洛斯特克斯地鐵（西班牙語：Metro de Los Teques）是委內瑞拉米蘭達州首府洛斯特克斯的城市軌道交通系統，目前有一條線路與5座車站。該線與加拉加斯地鐵連接，洛斯特克斯地鐵有時也被視為是加拉加斯地鐵系統的一部分。